# ديفيد بلاكبيرن
ديفيد بلاكبيرن (بالإنجليزية: David Blackburn)‏ هو رسام بريطاني، ولد في 22 يونيو 1939 في هدرسفيلد في المملكة المتحدة، وتوفي بنفس المكان في 23 مارس 2016.